# Along the Great Divide
Along the Great Divide é um filme de faroeste estadunidense de 1951, dirigido por Raoul Walsh para a Warner Bros. Pictures. O filme arrecadou um milhão e quatrocentos mil dólares nos Estados Unidos.

## Elenco
- Kirk Douglas...Delegado Len Merrick
- Virginia Mayo...Ann Keith
- John Agar...Ajudante Billy Shear
- Walter Brennan...Tim "Pop" Keith
- Ray Teal...Ajudante Lou Gray
- Hugh Sanders...Sam Weaver
- Morris Ankrum...Ned Roden
- James Anderson...Dan Roden
- Charles Meredith...Juiz Marlowe
- Sam Ash...Conselheiro
- Lane Chandler...xerife
- Zon Murray...Jake Wilson
- Guy Wilkerson...jurado

## Sinopse
O delegado federal Len Merrick e os dois ajudantes dele, Billy e Lou, livram de linchamento o ladrão de gado e suspeito de assassinato Tim "Pop" Keith. Ele fora capturado por um grupo de fazendeiros liderados por Ned Roden, que lhe acusava de assassinar seu mais querido filho. Merrick intervém e quer levar Keith para ser julgado em Santa Loma mas Roden não se conforma e o persegue, ajudado pelo segundo filho, Dan. Merrick é obrigado a trilhar o caminho mais longo, pelo deserto, para dificultar a perseguição. Antes, Merrick parara no rancho de Keith e conhecera a filha dele, a impetuosa Ann, que também está desesperada para livrar o pai e se juntara ao grupo.